# Barnstorming (игра)
Barnstorming — аркадная игра для игровой консоли Atari 2600, разработанная Стивом Картрайтом (англ. Steve Cartwright) и изданная компанией Activision в 1982 году.

## Игровой процесс
Игрок управляет самолётом-бипланом. Для прохождения уровня он должен пролететь сквозь серию сараев за наименьшее время. На уровнях присутствуют препятствия в виде ветряков, флюгеров и летящих гусей. Столкновение с препятствиями замедляет самолёт и увеличивает затраченное на прохождение уровня время.
В игре есть четыре уровня сложности, переключаемые кнопкой выбора игры. В инструкции они называются Hedge Hopper (нужно пролететь сквозь 10 сараев), Crop Duster (15 сараев), Stunt Pilot (15 сараев) и Flying Ace (25 сараев). На первых трёх уровнях сложности все препятствия всегда появляются в одинаковом порядке, что позволяет добиться лучших результатов, запомнив последовательность. На четвёртом уровне сложности расположение препятствий меняется случайным образом.
Инструкция к игре предлагала игрокам, получившим результат 33.3 секунды или меньше для первого уровня, 51.0 секунды для второго или 54.0 секунды для третьего, отправить в Activision фотографию экрана и получить членство в Activision Flying Aces и нашивку Flying Aces.

## История
Barnstorming стала первой игрой, разработанной Картрайтом. Идея игры пришла к нему, когда он ехал домой на машине и увидел биплан.